# امیررضا عبداللهی
امیررضا عبداللهی (زادهٔ ۷ مهر ۱۳۸۵ – درگذشتهٔ ۲۵ آبان ۱۳۹۸) یکی از کشته‌شدگان اعتراضات آبان ۱۳۹۸ ایران بود.

## زندگی
امیررضا عبداللهی در سال ۱۳۸۵، در پارس‌آباد مغان متولد شد. او به همراه خانواده و پدرش که کارگر گچ‌کار ساختمان بود در سال ۱۳۹۳ به اسلامشهر مهاجرت کرد.

## کشته شدن
امیررضا عبداللهی در ۲۵ آبان ۱۳۹۸، دومین روز از اعتراضات مردمی به افزایش قیمت بنزین، برای کاری از منزل خارج شد. او در حال عبور از نزدیک یکی از مناطقی که معترضان تجمع کرده بودند، هدف تیراندازی بی‌هدف قرار گرفت و جان‌باخت. پیکر امیررضا عبداللهی پس از ۳ روز، در ۲۸ آبان ۱۳۹۸ توسط خانواده وی تحویل گرفته شد و در پارس‌آباد مغان به خاک سپرده شد.

## حواشی
- خانوادهٔ امیررضا عبداللهی، پس از ۳ روز پیکر فرزندشان را به خاک سپردند.
- طبق ادعای برخی رسانه های نامشخص خانوادهٔ عبداللهی به دلیل تهدید نیروهای امنیتی در صورت خبررسانی، دربارهٔ کشته شدن فرزندشان سکوت کرده بودند.[۲]
- در آذر ۱۳۹۸، گروهی منتسب به «معلمان عدالت‌خواه» ادعا کردند اسامی ۱۹ نفر از دانش‌آموزان ۱۳ تا ۱۸ ساله کشته‌شده در آبان۱۳۹۸ را دارا هستند و انتشار دادند که نام امیررضا عبداللهی نیز در میان این دانش آموزان بود.[۱۰]
- ۲۱ آذر ۱۳۹۸، علی شمخانی، دبیر شورای عالی امنیت ملی، با خانوادهٔ امیررضا عبداللهی دیدار کرد.[۱۱] او در این دیدار به خانواده عبداللهی گفت: «ما از جنس شما هستیم. ما خادم مردم هستیم. متأسفانه اتفاق تلخی برای کشور ما رخ داد. اعتراض مردم نسبت به مسائل معیشتی امری طبیعی و پذیرفته شده‌است. کسی مخالف این نیست که مردم انتقادات خود را به اشکال مختلف بیان کنند. متأسفانه بعضی عناصر بیگانه و موج‌سوار که ضد ملت و استقلال ایران هستند، از اعتراضات مردم سوء استفاده کردند.»[۱۲]
- طبق ادعای مقامات جمهوری اسلامی ایران این تیر اندازی ها توسط نیرو های معاند انجام شده بود و تیر های شلیک شده متعلق به نیروهای امنیتی نبوده است .[۱۲]